# Consiliul Fiscal
Consiliul Fiscal este un organism guvernamental din România, creat în iunie 2010, care are rolul de a consilia autoritățile în vederea asigurării unui buget sănătos, capabil să atragă toate veniturile necesare și să se achite de toate cheltuielile obligatorii.
Consiliul sprijină activitatea Guvernului și a Parlamentului în cadrul procesului de elaborare și derulare a politicilor fiscal-bugetare, pentru a asigura calitatea prognozelor macroeconomice care stau la baza proiecțiilor bugetare și a politicilor fiscal-bugetare pe termen mediu și lung.
Membrii Consiliului Fiscal nu solicită sau primesc instrucțiuni de la autoritățile publice sau de la orice altă instituție sau autoritate.
Consiliul trebuie să ofere o opinie independentă despre cât este de sustenabilă politica fiscală și bugetară pe termen mediu și lung.
În august 2010, consiliul era format din cinci membri, respectiv pe Ionuț Dumitru, din partea Asociației Române a Băncilor (ARB), Răzvan Stanca - Banca Națională a României, Lucian Albu - Academia Română, Tatiana Moșteanu - Academia de Științe Economice (ASE) și Silviu Șeitan - Institutul Bancar Român.
Membrii Consiliului Fiscal sunt numiți prin hotărâre a Parlamentului pentru o perioadă de nouă ani.

## Președinții Consiliului Fiscal
- Ionuț Dumitru: 10 iulie 2010 - 2019[3]
- Daniel Daianu 2020 prezent